# Grille
Grille е серия самоходни артилерийски оръдия използвани от Нацистка Германия по време на Втората световна война. Базирани са на шасито на чехословашкия танк Panzer 38(t) и 150 мм sIG 33 пехотно оръдие.